# Bulbophyllum unguilabium
Bulbophyllum unguilabium är en orkidéart som beskrevs av Rudolf Schlechter. Bulbophyllum unguilabium ingår i släktet Bulbophyllum och familjen orkidéer. Inga underarter finns listade i Catalogue of Life.